# Францо Балкан
Горан Валка (Сарајево, 1. август 1983), познатији као Францо Балкан, јесте босанскохерцеговачки електро, поп, трап репер, музичар и продуцент. Популарност међу млађом публиком стекао је након објаве својих првих синглова и студијског албума Суперстар. Такође, номинован је у склопу музичке награде Мусиц Аwардс Церемонy.

## Биографија
Рођен је у Сарајеву 1. августа 1983. године. Када је реч о његовом приватном животу, основно и средње образовање похађао је у Сарајеву. 2012. године је дипломирао област Комуниколошких наука а 2 године касније је магистрирао Међународне односе и дипломатију у склопу Факултета политичких наука у Сарајеву. Своју музичку каријеру је започео 2002. године у рап-рок бенду Цорбансицк где је свирао клавијатуре, писао текстове и пуштао семплове. Као текстописац, музичар и продуцент музиком се бави више година. Никад није похађао музичку школу, самостално је савладао музичке инструменте клавир и бубњеве. Био је дугогодишњи члан и један од оснивача сарајевског бенда Цорбансицк, с којим је наступао као клавијатуриста, да би музику напустио 2006. и паузирао све до 2018. године. Поред музике, бавио се професионално и политиком у периоду 2014. - 2018. где је обнашао функцију члана Управног одбора Федералног завода за пензијско и инвалидско осигурање.

## Каријера

### 2002–2006: Почеци са групом Цорбансицк
Почетком 2002. године оснива рап-рок бенд Цорбансицк са гитаристом Феђом Шехићем, који касније упознају и остале чланове бенда са којима крећу да стварају популарни страни звук који се простирао између традиционалног алтернативног рока и хип-хопа, кокетирајући са тада већ познатим али експерименталним музичким стиловима као што су ну метал и рапкор. Име Цорбансицк је изабрано јер је најбоље осликавало оно што је бенд у суштини тада и био: SICK CORe BANd. Горан је у бенду писао текстове на енглеском језику, радио музику, као и аранжмане са осталим члановима бенда. Са Цорбансицком снима неколико песама као што су Брокен и Писсед Офф, те са бендом остварује неколико запажених наступа, те осваја неколико награда. У бенду настаје раздор, где 3. септембра 2006. године бенд напуштају Стефан Пејовић (бубњар), Харис Курспахић (бас гитара) и тадашњи певач Игор Бенић, а новом Цорбансицку се прикључују чланови, Енсар Бистривода (вокал), Дино Осмић (бубњар) и Мухамед Мулаосмановић (бас гитара). Убрзо након тога, Горан заувек напушта бенд, а као разлог томе наводи приватне разлоге.

### 2018–2019: Почетак соло каријере
Након више од десет година паузе, средином 2018. одлучује да се поново врати музици, али у сасвим другачијем издању и музичком жанру, где почиње градити самосталну певачку каријеру, а као псеудоним узима име Францо, које крајем лета 2019. мења у Францо Балкан.
Почетком 2019. године потписао је ексклузивни уговор с издавачком кућом Темпо Дигитал, која је у власништву сарајевског музичара, певача и продуцента Алмира Ајановића. Аутор је музике и текстова на својим објављеним песмама.До сада је објавио један студијски албум под називом Суперстар.

### 2019–2020: Албум Суперстар
Суперстар је његов први студијски албум којег је снимио и објављен је 21. децембра 2020. године. На албуму се налази укупно 9 песама и сниман је пуне две године у Сарајеву. На њему су уз Франца радили музичари, певачи и продуценти из Босне и Херцеговине, Алмир Ајановић, Дамир Бечић, Тарик Мулаомеровић, Аднан Пацоли и Пеђа Харт. Пратеће вокалне денице на албуму су снимили Далал Мидхат, Зорана Гуја, Дамир Бечић и Францо. Извршни продуцент албума је Алмир Ајановић а издавач је Темпо Дигитал. Песме на албуму су у музичком смислу мешавина неколико светских музичких праваца. Највише преовладава аутотјуне поп-реп и мелодично певање, са примесама електро, клуб, денс и треп ритмова, који се често мешају са регетон, денсхол и балканским етно звуцима. Текстови су помало експлицитни и сексуално орентисани, док се поред њих провлаче и нешто блаже верзије лаганих, инструменталних и љубавних балада.

## Музички стил
Његову музику карактерише мешање страних музичких стилова као што су хип-хоп, реп и регетон, те комбиновање клупских денсхол и електро поп-реп комерцијалних елемената с примесама балканског звука. Музика је мелодична, а текстови помало експлицитни и сексуално орентисани.

## Музичке номинације и награде
- МАЦ 2020 – Крајем 2019. године, номинован је у категорији Нови извођачи у склопу музичке награде – Мусиц Аwардс Церемонy (МАЦ 2020) и то за песму Фигхт.[4][5]

## Дискографија

### Синглови
- Мачка (2019) [3][13]
- Фигхт (2019)) [11][13]
- Данте (2019) [4][13]
- Лова (2020)) [14]
- Рекла ми је (2020)[15]
- Варам (2020)[16]
- Вољећу док заспим (2020)[17]
- Тата (2020)[2]
- Комиран (2020)[2]

### Албуми
- Суперстар (2020)[2]

### Видео спотови
| Спот              | Година | Режисер                                      |
| ----------------- | ------ | -------------------------------------------- |
| Мачка             | 2019   | Темпо Дигитал, Нине Студио, Аднан Авдић      |
| Фигхт             | 2019   | Темпо Дигитал, Нине Студио, Аднан Авдић      |
| Данте             | 2020   | Темпо Дигитал, МЦ Студио, Жељко Цвијетиновић |
| Лова              | 2020   | Темпо Дигитал, 3Поинтс, Милош Јовановић-Реби |
| Рекла ми је       | 2020   | Темпо Дигитал, 3Поинтс, Милош Јовановић-Реби |
| Варам             | 2020   | Темпо Дигитал, 3Поинтс, Милош Јовановић-Реби |
| Вољећу док заспим | 2020   | Темпо Дигитал, 3Поинтс, Милош Јовановић-Реби |